# Eunicea inexpectata
Eunicea inexpectata är en korallart som beskrevs av Stiasny 1939. Eunicea inexpectata ingår i släktet Eunicea och familjen Plexauridae. Inga underarter finns listade i Catalogue of Life.